# Gran Premi d'Itàlia del 2019
El Gran Premi d'Itàlia de Fórmula 1, la catorzena cursa de la temporada 2019 es disputa al Circuit de Monza, a Monza en els dias 6 a 8 de setembre de 2019.

## Qualificació
La qualificació va ser realitzat en el dia 7 de setembre.
| Pos                  | No | Pilot              | Constructor           | Part 1    | Part 2   | Part 3    | Sortida |
| -------------------- | -- | ------------------ | --------------------- | --------- | -------- | --------- | ------- |
| 1                    | 16 | Charles Leclerc    | Ferrari               | 1:20.126  | 1:19.553 | 1:19.307  | 1       |
| 2                    | 44 | Lewis Hamilton     | Mercedes              | 1:20.272  | 1:19.464 | 1:19.346  | 2       |
| 3                    | 77 | Valtteri Bottas    | Mercedes              | 1:20.156  | 1:20.018 | 1:19.354  | 3       |
| 4                    | 5  | Sebastian Vettel   | Ferrari               | 1:20.378  | 1:19.715 | 1:19.457  | 4       |
| 5                    | 3  | Daniel Ricciardo   | Renault               | 1:20.374  | 1:19.833 | 1:19.839  | 5       |
| 6                    | 27 | Nico Hülkenberg    | Renault               | 1:20.155  | 1:20.275 | 1:20.049  | 6       |
| 7                    | 55 | Carlos Sainz Jr.   | McLaren-Renault       | 1:20.413  | 1:20.202 | 1:20.455  | 7       |
| 8                    | 23 | Alexander Albon    | Red Bull-Honda        | 1:20.382  | 1:20.021 | Sin temps | 8       |
| 9                    | 18 | Lance Stroll       | Racing Point-Mercedes | 1:20.643  | 1:20.498 | Sin temps | 9       |
| 10                   | 7  | Kimi Räikkönen     | Alfa Romeo-Ferrari    | 1:20.634  | 1:20.515 | Sin temps | PL1     |
| 11                   | 99 | Antonio Giovinazzi | Alfa Romeo-Ferrari    | 1:20.657  | 1:20.517 |           | 10      |
| 12                   | 20 | Kevin Magnussen    | Haas-Ferrari          | 1:20.616  | 1:20.615 |           | 11      |
| 13                   | 26 | Daniïl Kviat       | Toro Rosso-Honda      | 1:20.723  | 1:20.630 |           | 12      |
| 14                   | 4  | Lando Norris       | McLaren-Renault       | 1:20.646  | 1:21.068 |           | 162     |
| 15                   | 10 | Pierre Gasly       | Toro Rosso-Honda      | 1:20.508  | 1:21.125 |           | 172     |
| 16                   | 8  | Romain Grosjean    | Haas-Ferrari          | 1:20.784  |          |           | 13      |
| 17                   | 11 | Sergio Pérez       | Racing Point-Mercedes | 1:21.291  |          |           | 182     |
| 18                   | 63 | George Russell     | Williams-Mercedes     | 1:21.800  |          |           | 14      |
| 19                   | 88 | Robert Kubica      | Williams-Mercedes     | 1:22.356  |          |           | 15      |
| 107% Temps: 1:25.734 |    |                    |                       |           |          |           |         |
| 20                   | 33 | Max Verstappen     | Red Bull-Honda        | Sin temps |          |           | 192     |
| Font                 |    |                    |                       |           |          |           |         |

Notes
- ^1 Kimi Räikkönen sortirà des del pit-lane després de muntar una nova caixa de canvis i nous components en el seu motor durant el parc fermé.[4]
- ^2 Max Verstappen, Pierre Gasly, Lando Norris i Sergio Pérez van ser penalitzats amb sortir des de les últimes posicions per muntar nous components en els seus motors.[5][6]

## Resultats de la cursa

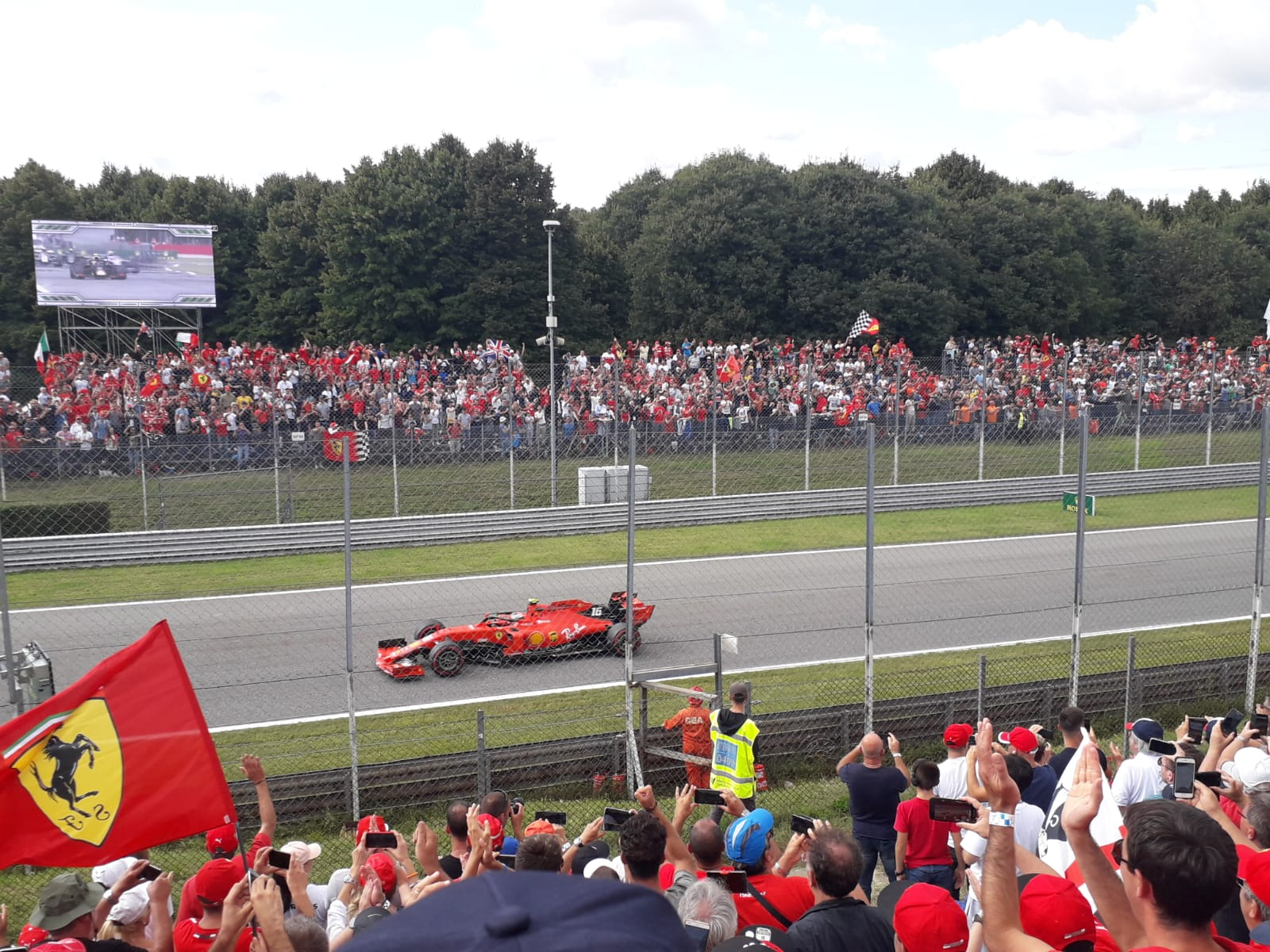
Charles Leclerc guanya la cursa i dona la primera victòria de Ferrari a Monza després de 9 anys.

La cursa va ser realitzat en el dia 8 de setembre.
| Pos                                                               | No | Pilot              | Constructor           | Voltes | Temps / Retirada | Pos.Sortida | Punts |
| ----------------------------------------------------------------- | -- | ------------------ | --------------------- | ------ | ---------------- | ----------- | ----- |
| 1                                                                 | 16 | Charles Leclerc    | Ferrari               | 53     | 1:15:26.665      | 1           | 25    |
| 2                                                                 | 77 | Valtteri Bottas    | Mercedes              | 53     | +0.835           | 3           | 18    |
| 3                                                                 | 44 | Lewis Hamilton     | Mercedes              | 53     | +35.199          | 2           | 161   |
| 4                                                                 | 3  | Daniel Ricciardo   | Renault               | 53     | +45.515          | 5           | 12    |
| 5                                                                 | 27 | Nico Hülkenberg    | Renault               | 53     | +58.165          | 6           | 11    |
| 6                                                                 | 23 | Alexander Albon    | Red Bull-Honda        | 53     | +59.315          | 8           | 8     |
| 7                                                                 | 11 | Sergio Pérez       | Racing Point-Mercedes | 53     | +1:13.802        | 18          | 6     |
| 8                                                                 | 33 | Max Verstappen     | Red Bull-Honda        | 53     | +1:14.492        | 19          | 4     |
| 9                                                                 | 99 | Antonio Giovinazzi | Alfa Romeo-Ferrari    | 52     | +1 Volta         | 10          | 2     |
| 10                                                                | 4  | Lando Norris       | McLaren-Renault       | 52     | +1 Volta         | 16          | 1     |
| 11                                                                | 10 | Pierre Gasly       | Toro Rosso-Honda      | 52     | +1 Volta         | 17          |       |
| 12                                                                | 18 | Lance Stroll       | Racing Point-Mercedes | 52     | +1 Volta         | 9           |       |
| 13                                                                | 5  | Sebastian Vettel   | Ferrari               | 52     | +1 Volta         | 4           |       |
| 14                                                                | 63 | George Russell     | Williams-Mercedes     | 52     | +1 Volta         | 14          |       |
| 15                                                                | 7  | Kimi Räikkönen     | Alfa Romeo-Ferrari    | 52     | +1 Volta         | PL          |       |
| 16                                                                | 8  | Romain Grosjean    | Haas-Ferrari          | 52     | +2 Voltes        | 13          |       |
| 17                                                                | 88 | Robert Kubica      | Williams-Mercedes     | 51     | +2 Voltes        | 15          |       |
| Ret                                                               | 20 | Kevin Magnussen    | Haas-Ferrari          | 43     | Hidràulics       | 11          |       |
| Ret                                                               | 26 | Daniil Kvyat       | Toro Rosso-Honda      | 29     | Vessament de oli | 12          |       |
| Ret                                                               | 55 | Carlos Sainz Jr.   | McLaren-Renault       | 27     | Roda davantera   | 7           |       |
| Volta ràpida: Lewis Hamilton (Mercedes) — 1:21.779 (en el lap 51) |    |                    |                       |        |                  |             |       |
| Font:                                                             |    |                    |                       |        |                  |             |       |

Notes
- ^1  – Inclòs 1 punt extra per la volta ràpida.

## Classificació després de la cursa.
| Pos. | Pilot            | Punts | Canvis |
| ---- | ---------------- | ----- | ------ |
| 1    | Lewis Hamilton   | 284   | =      |
| 2    | Valtteri Bottas  | 221   | =      |
| 3    | Max Verstappen   | 185   | =      |
| 4    | Sebastian Vettel | 169   | =      |
| 5    | Charles Leclerc  | 182   | =      |

| Pos. | Constructor     | Punts | Canvis |
| ---- | --------------- | ----- | ------ |
| 1    | Mercedes        | 505   | =      |
| 2    | Ferrari         | 351   | =      |
| 3    | Red Bull-Honda  | 266   | =      |
| 4    | McLaren-Renault | 83    | =      |
| 5    | Renault         | 65    | =      |